# 핑거 심벌즈

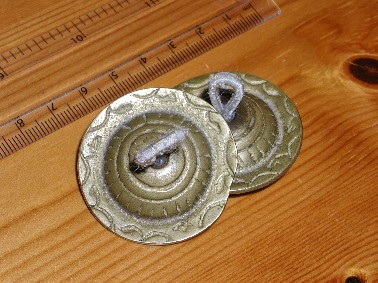
핑거 심벌즈

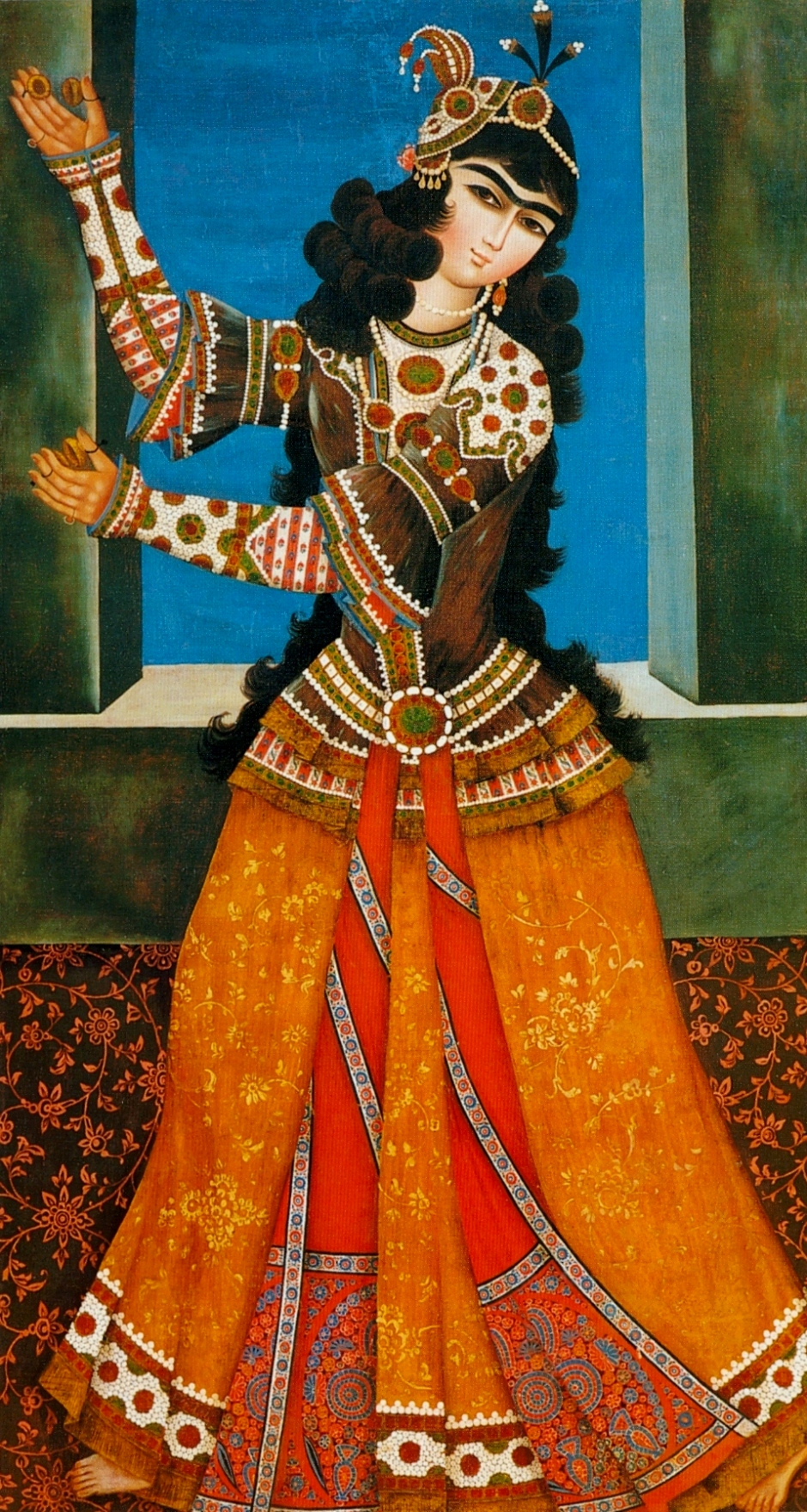
핑거 심벌즈를 연주하는 페르시아의 여자 무용가를 묘사한 그림

핑거 심벌즈(영어: Finger cymbals)는 손가락에 끼워서 연주하는 작은 금속 심벌즈이자 몸울림악기로서 튀르키예, 아랍 세계에서 널리 사용된다. 튀르키예 음악에서는 질(튀르키예어: Zil), 아랍 음악에서는 사자트(아랍어: صاجات)라고 부른다.

## 구조
핑거 심벌즈는 일반적으로 원 모양을 띠고 있는데 윗부분은 볼록하고 아랫부분은 평평한 편이다. 원판의 지름은 5cm 정도에 달하며 청동, 황동과 같은 금속으로 만든다. 왼손과 오른손 모두 사용할 수 있도록 2쌍 4개로 만드는데 손가락에 끼울 수 있도록 악기 상단을 끈이나 매듭으로 고정한다. 캐스터네츠나 심벌즈와 마찬가지로 핑거 심벌즈는 서로 부딪혀 소리를 낸다.
핑거 심벌즈는 고대부터 튀르키예, 이집트 등에서 사용되었을 정도로 오랜 역사를 갖고 있다. 오스만 제국 시대에는 메흐테르(Mehter)라고 부르는 군악대가 사용하기도 했고 서양 음악에서는 때때로 관현악단이 리듬을 표현하는 데에 사용하기도 한다. 아랍 음악에서는 벨리댄스와 같은 여러 춤에서 무용가가 리듬을 표현하기 위해 엄지손가락과 집게손가락에 끼워서 연주한다.

## 같이 보기
- 튀르키예의 음악
- 캐스터네츠